# Бородич Леонід Васильович
Леонід Васильович Бородич (14 червня 1953, Кривий Ріг — 16 вересня 2000) — український державний і політичний діяч. Перший заступник міністра внутрішніх справ України, координатор комітету по боротьбі з корупцією та організованою злочинністю при Президентові України.

## Біографія
Народився 14 червня 1953 року у місті Кривому Розі. Після служби в армії працював на Криворізькому металургійному заводі, з 1980 року — в органах внутрішніх справ. Пройшов шлях від міліціонера патрульно-постової служби до заступника міністра внутрішніх справ України.
З 1994 по 1998 рік був народним депутатом України, головою комісії з питань законності і правопорядку Верховної Ради.
Леонід Васильович був пілотом вищого класу на спортивних літаках і займався у центрі аероклуба ім. Антонова.

Могила Леоніда Бородіча

Жив у Києві. Займався в Центральному аероклубі імені О. К. Антонова. 16 вересня 2000 року загинув в авіакатастрофі при виконанні фігур вищого пілотажу на літаку «Як-52» на міжнародній авіакосмічній виставці «Авіасвіт‑ⅩⅩⅠ» у Києві. Похований на Байковому кладовищі (ділянка № 52а).

## Відзнаки
- Орден святого рівноапостольного князя Володимира 3-го ступеня
- Нагорода Президента України «Іменна вогнепальна зброя».

## Вшанування пам'яті

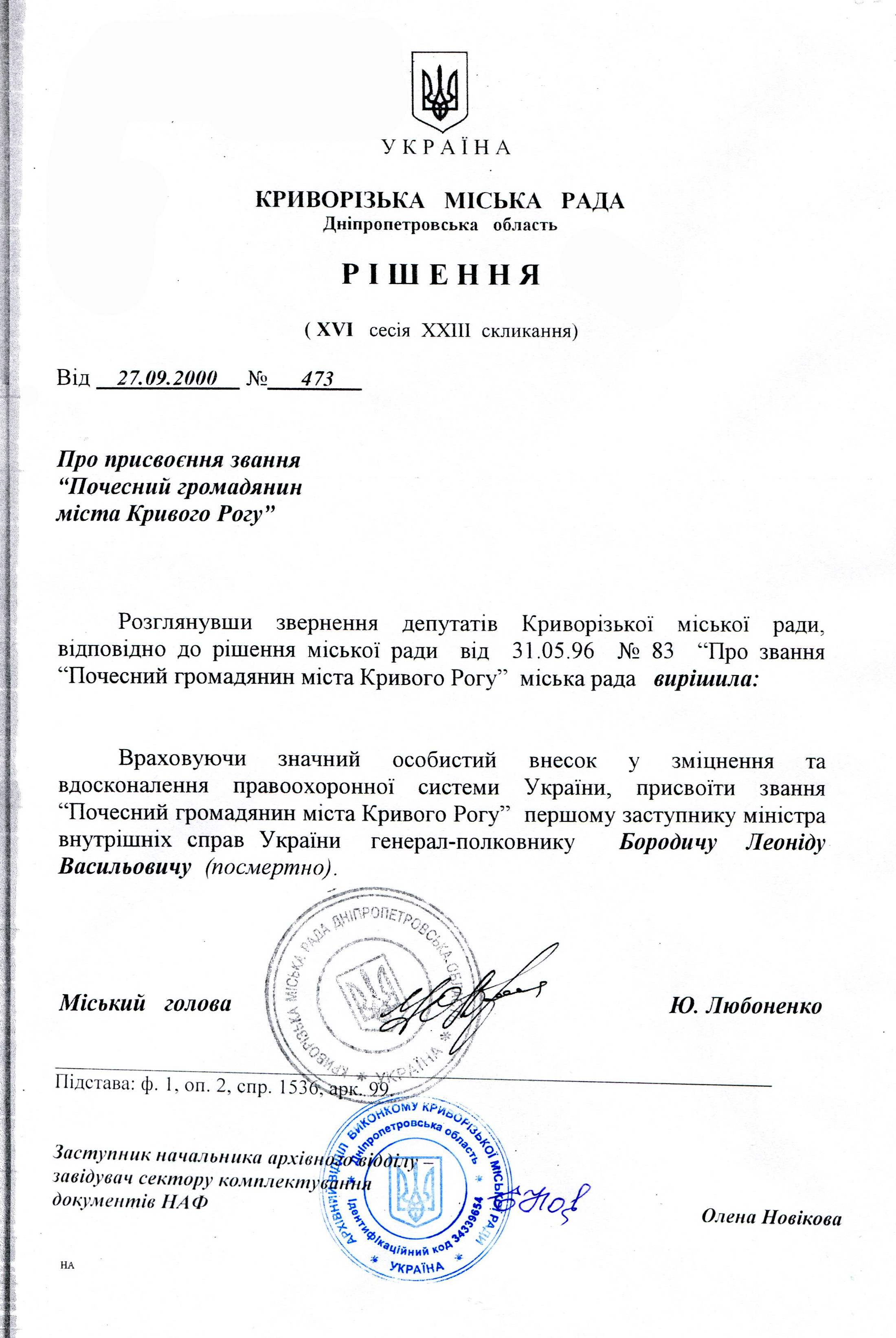
Рішення про присвоєння звання почесного громадянина Кривого Рогу

- Іменем Леоніда Бородича названо вулицю у Кривому Розі
- Рішенням Криворізької міської ради ⅩⅥ сесії ⅩⅩⅢ скликання № 473 від 27 вересня 2000 року[4] Леоніду Бородичу присвоєно звання почесного громадянина Кривого Рогу (посмертно).